# Mikkel O. Pedersen
Mikkel Overgaard Pedersen (Struer, 26 januari 1997) is een Deens autocoureur.

## Carrière
Pedersen maakte zijn autosportdebuut in het karting op zevenjarige leeftijd. In 2012 stapte hij over naar het formuleracing en nam hij deel in de Deense Formule Ford, waarin hij achtste werd. Het daaropvolgende seizoen stapte hij over naar de Porscheracerij. Hij reed in eerste instantie enkel in lokale races, maar in 2015 stapte hij over naar de Scandinavische Porsche Carrera Cup. Aan het eind van dat jaar nam hij op de Lausitzring deel aan de jaarlijkse Porsche Junior Shootout, waarin de fabrikant naar getalenteerde jonge coureurs zoekt.
Eind 2015 debuteerde Pedersen in de Porsche Supercup in het laatste weekend op het Circuit of the Americas als gastcoureur bij Land Motorsport. De eerste race werd vanwege zware regenval afgelast, terwijl hij in de tweede race werd gediskwalificeerd. In 2016 reed hij voor MRS-GT Racing drie races in de klasse, waarin een twaalfde plaats in de seizoensopener op het Circuit de Barcelona-Catalunya zijn beste resultaat was. Ook reed hij voor het team in de 24 uur van Dubai. In 2017 reed hij het volledige seizoen in de Porsche Supercup. Een achtste plaats op het Autódromo Hermanos Rodríguez was zijn beste race-uitslag, waardoor hij met 37 punten dertiende in de eindstand werd. In 2018 was zijn beste resultaat een vijfde plaats op het Circuit de Monaco en steeg hij met 39 punten naar de elfde plaats in het klassement. In 2019 stapte hij over naar het team Dinamic Motorsport. In Monaco behaalde hij zijn eerste podiumfinish en hij werd met 80 punten achtste in het kampioenschap.
In 2020 stapte Pedersen over naar de GT3-racerij, waarin hij zijn samenwerking met Dinamic voortzette. Hij begon het seizoen in de 24 uur van Dubai en behaalde hier een podiumplaats in de GT3-Am-klasse. Vervolgens kwam hij uit in de GT World Challenge Europe Endurance Cup, waar hij samen met Adrien De Leener en Andrea Rizzoli in de Silver Cup-klasse reed. In de seizoensopener op het Autodromo Internazionale Enzo e Dino Ferrari stond het trio op het podium. Met 30 punten werden zij dertiende in de eindstand. In 2021 stapte Pedersen over naar de Pro-klasse, nadat De Leener werd vervangen door Romain Dumas. De coureurs behaalden slechts een kampioenschapspunt, waardoor zij op plaats 32 in het klassement eindigden.

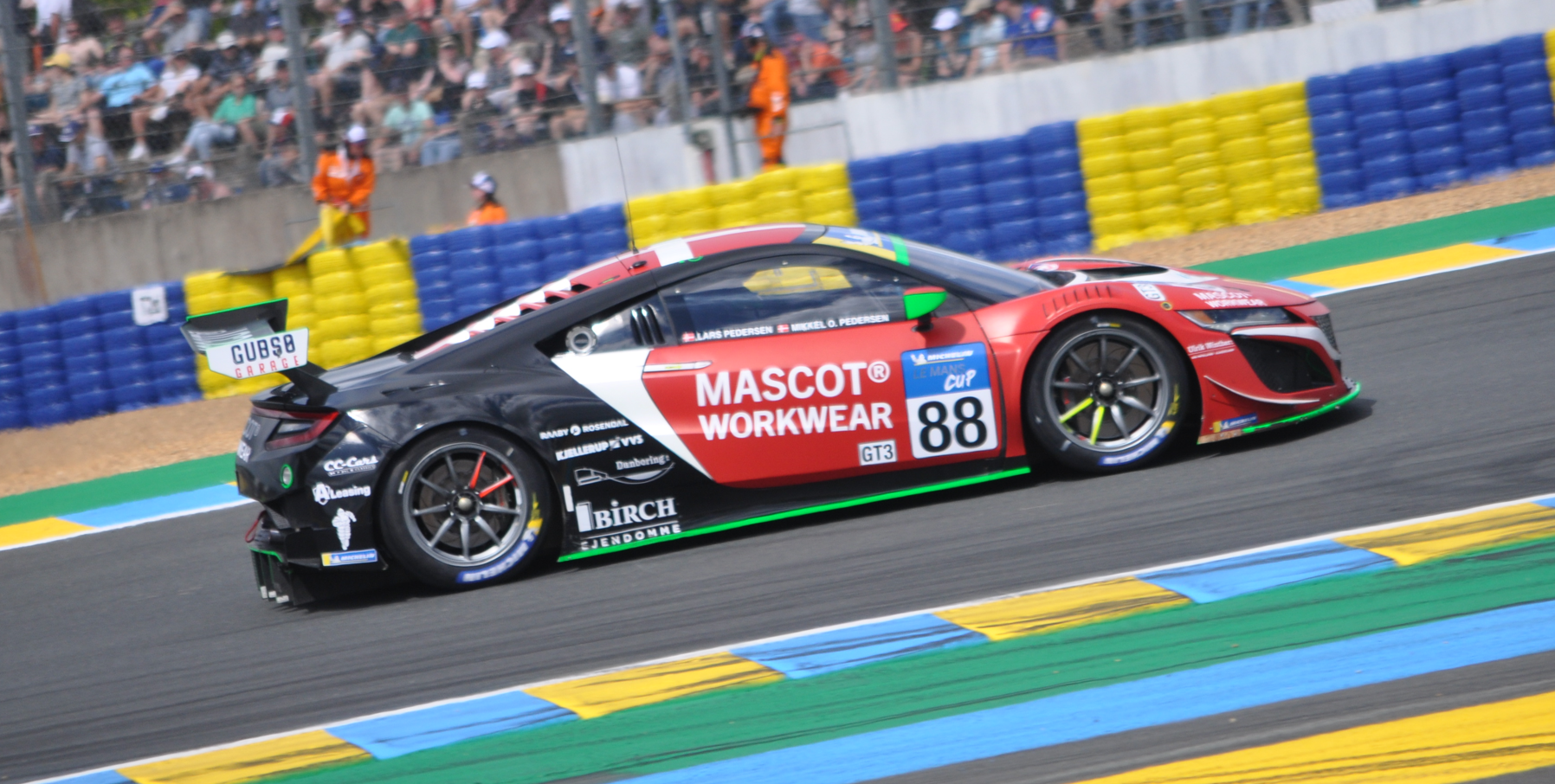
Mikkel O. Pedersen op het Circuit de la Sarthe in 2022.

In 2022 nam Pedersen deel aan races in het FIA World Endurance Championship (WEC), de Le Mans Cup en de GT World Challenge Europe Endurance Cup. In het WEC reed hij voor het Team Project 1 in de LMGTE Am-klasse en deelde hij de auto met Matteo Cairoli en Nicolas Leutwiler. In de 6 uur van Monza behaalde hij zijn eerste podiumfinish, voordat hij in de seizoensfinale in de 8 uur van Bahrein zijn eerste race won. Met 71 punten werd hij zevende in het klassement. In de Le Mans Cup reed hij in de GT3-klasse voor het team GMB Motorsport. Samen met Lars Engelbreckt Pedersen behaalde hij een overwinning in de vierde race op het Autodromo Nazionale Monza, maar hierna werd hij vervangen door Jan Magnussen. In de World Challenge kerde hij terug in de Silver Cup-klasse bij Dinamic. Hij zou oorspronkelijk alleen aan de 24 uur van Spa-Francorchamps deelnemen, maar na deze race werd hij gevraagd om het seizoen af te maken. Hij behaalde 12 punten en eindigde zo op plaats 22 in het klassement.
In 2023 begon Pedersen het seizoen in de GT-klasse van de Asian Le Mans Series bij Herberth Motorsport, waar hij de auto opnieuw met Cairoli en Leutwiler deelde. Zijn beste resultaat was een vierde plaats in de seizoensafsluiter op het Yas Marina Circuit en hij werd met 24 punten zesde in de eindstand. Vervolgens keerde hij terug naar de LMGTE Am-klasse van het WEC, waarin hij overstapte naar het team Dempsey-Proton Racing. Samen met Julien Andlauer en teambaas Christian Ried behaalde hij een podiumfinish in de 1000 mijl van Sebring en een overwinning in de 6 uur van Monza.